# Taïba Niassène
Taïba Niassène (ou Taiba Niassene ou Taïba) est une localité du Sénégal, proche de Kaolack.
C'est le village natal du marabout tidjane Ibrahima Baye Niass.

## Administration
Le village fait partie de la commune de Taïba Niassène.

## Géographie

### Population
Selon le PEPAM (Programme d'eau potable et d'assainisement du Millénaire), Taïba Niassène compte 3 967 habitants et 392 ménages.

## Personnalités nées à Taïba Niassène
- Baye Niass, marabout tidjane